# Avgust Ipavec
Avgust Ipavec (* 2. Juni 1940 in Gorizia, Königreich Italien; † 3. Oktober 2023 in Wien, Österreich) war ein slowenisch-österreichischer Priester, Komponist und Dirigent.

## Leben
Nach dem Abschluss des Theologiestudiums in Ljubljana schloss er ein Kompositionsstudium an der  dortigen Musikhochschule an, welches er ebenso erfolgreich beendete. Ab 1976 lebte er in Wien, wo er seine Studien bei Alfred Uhl vertiefte und als Komponist, Dirigent und Krankenhausseelsorger am Otto-Wagner-Spital arbeitete. Ipavec schrieb hauptsächlich Werke für große Chöre (Oratorien, Messen usw.), aber auch Symphonien und Opern.
Am 4. Dezember 2006 wurde ihm das Goldene Ehrenzeichen der Republik Österreich verliehen.

## Werke
- Zlatorog (Oper, 1974; Ballettsuite, 1989)
- Der Kreuzweg (Oratorium, 1981)
- Missa populorum (1995)
- Fonte d’Amore (Oratorium über Franz von Assisi, 1982, 1990)
- Lass meine Nachtigall singen (Oratorium über den slowenischen Dichter Simon Gregorčič, 1986)
- Ad Missam in Agris (Oratorium über die Heiligen Benedikt und Bernhard, 1998, 2000)